# Янлаг
Я́нский исправи́тельно-трудово́й ла́герь (Янла́г) — лагерное подразделение, действовавшее в структуре Дальстроя.
Также известен как Исправительно-трудовой лагерь Янского горнопромышленного управления, Янское лагерное отделение.

## История
Янлаг организован 20 сентября 1949 года. Управление Янлага размещалось в посёлке Эсэ-Хайя, Якутская АССР. В оперативном командовании оно подчинялось первоначально Главному управлению исправительно-трудовых лагерей Дальстроя, а позднее — Управлению северо-восточных исправительно-трудовых лагерей Министерства юстиции СССР (УСВИТЛ МЮ) (позднее УСВИТЛ передан в систему Министерства внутренних дел).
Максимальное единовременное количество заключённых достигало 7200 человек.
Янлаг закрыт 30 декабря 1956 года.

## Производство
Основным видом производственной деятельности заключённых были горные и геологоразведочные работы, строительство, лесозаготовки, обслуживание Янского речного пароходства.

## Начальники
- Марков, упом. 01.08.1950, 01.11.1950
- инж.-полк. в/с Киняшев А.Ф., не позднее 03.03.1951 — по 29.10.1952
- Жиленко И.М., с 29.10.1952 — не ранее 24.01.1953
- майор Сорока, с 06.07.1953